# Nikon 1 S
Les Nikon 1 S sont une série d'appareils photographiques hybrides grand public low cost de la gamme Nikon 1. Cette série se compose de deux modèles : le S1 et le S2.

## Nikon 1 S1
Le Nikon 1 S1 est un appareil photo hybride peu coûteux pour débutant commercialisé par Nikon en février 2013.

## Nikon 1 S2
Nouvelle version apparue en mai 2014, il est équipé des principaux composants du J3 dont le capteur de 14 mégapixels.